# Bitka kod rta Bejavca 49. pr. Kr.
Bitka kod Sv. Marka, pomorska bitka u kanalu kod otočića Svetog Marka. Zbila se 49. pr. Kr. S jedne strane bila je Cezarova i Pompejeva flota.
Odvila se je na području današnje općine Omišlja, na širem području uvale Voz, odnosno rta Bejavca i Tihog kanala. To je mjesto na kojem se otok Krk najviše približava kopnu. 
Bitka predstavlja jednu od najkrvavijih epizoda u građanskom ratu između Cezara i Pompeja, a sam Cezar ju spominje u svom djelu O građanskom ratu pod nazivom Ad Curictam (pored Krka). 